# EPIC 204278916
EPIC 204278916 — звезда до главной последовательности возрастом около 5 миллионов лет, красный карлик спектрального класса M1, входящая в группу Верхнего Скорпиона OB-ассоциации Скорпиона — Центавра. Звезда размером с Солнце, но имеет массу в два раза меньше.
Эта звезда была открыта телескопом «Кеплер» во время миссии K2 и наблюдалась 80 дней (с 23 августа по 13 ноября). В течение первых 25 дней наблюдения эта звезда демонстрировала несколько нерегулярных, существенных, коротких спадов яркости (до 65 %). В течение остального времени наблюдения яркость звезды изменялась периодично, что объясняется вращением звезды. При помощи обсерватории ALMA у этой звезды был обнаружен околозвёздный диск, который наклонён к линии наблюдения.
Подобные непериодические изменения яркости обнаружены и у некоторых других объектов. В основном это молодые звёздные объекты. Исключением является немолодая звезда KIC 8462852 («Звезда Табби»), у которой нет признаков существования околозвёздного диска. Впрочем, периодичность изменения яркости у KIC 8462852 сильно отличается от остальных подобных объектов. В англоязычной литературе такие объекты называются dippers (от англ. dip — «погружаться»).
Команда астрономов во главе с Саймоном Скаринджи из Института внеземной физики Общества Макса Планка в Германии, выдвинули гипотезы, что нерегулярные спады яркости звезды вызваны либо искажением внутреннего края околозвёздного диска, либо прохождением кометных объектов. В последнем случае такие объекты возникли вероятно в результате разлома объекта размером с планетезималь приливными силами звезды, подобно тому, как комета Шумейкеров — Леви 9 была разрушена приливными силами Юпитера. Если это так, то это может быть первым свидетельством подобного события, а также свидетельством существования объектов размера порядка километра в околозвёздном диске, которые важны для формирования планет.